# Colin Jost
Colin Kelly Jost (Staten Island, Nueva York; 29 de junio de 1982) es un comediante, actor y guionista estadounidense. Ha sido guionista para Saturday Night Live desde 2005 y copresentador del segmento del programa Weekend Update desde 2014. También fue uno de los coguionistas principales del programa de 2012 a 2015, y regresó como uno de los guionistas principales del programa en diciembre de 2017.

## Primeros años
Colin Jost nació y se crio en el vecindario de Grymes Hill en Staten Island, Nueva York. Tiene un hermano, Casey Jost, que es escritor de Impractical Jokers. Su padre, Daniel A. Jost, fue profesor en la Escuela Técnica Superior de Staten Island, y su madre, Kerry J. Kelly, era la oficial médica en jefe para el Departamento de Bomberos de la Ciudad de Nueva York. Jost fue criado católico. Asistió a Regis High School en Manhattan, donde fue editor del periódico escolar The Owl, y la Universidad de Harvard, donde fue presidente de la publicación humorística de la universidad, Harvard Lampoon.

## Carrera
Mientras estaba en Harvard, Jost ganó $ 5250 en una edición universitaria de Weakest Link. Poco después de graduarse en Harvard, fue contratado como guionista en Saturday Night Live (SNL) en 2005 a los 23 años. De 2009 a 2012, Jost fue el supervisor de guiones de SNL. Fue coguionista principal de 2012 a 2015, y recuperó ese estado a finales de 2017. A menudo colabora con su compañero como coguionista principal de SNL, Rob Klein. Durante la pausa de verano que siguió a la temporada 2012-13, el productor ejecutivo Lorne Michaels le preguntó a Jost si podía hacer de presentador de la sección Weekend Update, ya que el copresentador Seth Meyers pronto se retiraría para presentar Late Night with Seth Meyers. Jost aceptó y reemplazó a Meyers a partir del episodio del 1 de marzo de 2014. Jost nombró a Norm Macdonald como una influencia principal para su trabajo en Weekend Update, ya que el tono de Macdonald fue con el que Jost creció en la escuela secundaria. También nombró a Tina Fey como una influencia. Además de su trabajo Weekend Update, Jost hizo una breve aparición como el gobernador de Ohio, John Kasich, en un sketch de un debate presidencial republicano.
Como comediante, Jost ha aparecido en Late Night with Jimmy Fallon, así como en TBS y HBO. Fue seleccionado como una «nueva cara» en el festival de Montreal Just for Laughs en 2009, y desde entonces apareció en la versión del festival en Chicago en 2011 y 2012 y en el festival de Montreal en 2010 y 2012. Jost ha publicado tres Shouts and Murmurs en la revista The New Yorker, además de escribir para The New York Times Magazine, HuffPost, Staten Island Advance y Radar. Jost escribió el guion e interpretó un papel secundario en la película de comedia 2015 Staten Island Summer. También tuvo un papel menor como Paul en la comedia de 2016 How to Be Single.
A fines de 2018, Jost y el mariscal de campo de los Green Bay Packers, Aaron Rodgers, apareció en una campaña publicitaria para Izod.
Jost, junto con Michael Che, apareció en el episodio del 4 de marzo de 2019 de Monday Night Raw de WWE, donde ambos fueron anunciados como corresponsales especiales para WrestleMania 35 el 7 de abril de 2019. En el mismo episodio, se involucraron en una trama con el luchador Braun Strowman, que eventualmente resultó en que Jost y Che se convirtieran en participantes en el André the Giant Memorial Battle Royal en WrestleMania. En el evento, Jost y Che estuvieron debajo el ring durante la mayor parte del combate, y luego trataron de eliminar a Strowman mientras intentaba hacer lo mismo con The Hardy Boyz. Jost intentó calmar la situación trayendo a su terapeuta, pero Strowman lo arrojó fuera del ring y eliminó a los comediantes en rápida sucesión, ganando la battle royal.

## Vida personal
Jost comenzó una relación con la actriz Scarlett Johansson en mayo de 2017. Se informó en mayo de 2019 que Jost y Johansson estaban comprometidos. Se casaron en octubre de 2020 en una ceremonia íntima. El 6 de julio de 2021 se hizo público que sería padre por primera vez. El 18 de agosto de ese mismo año se confirmó el nacimiento de su hijo Cosmo Jost.

## Filmografía

### Cine
| Año  | Título               | Papel        | Notas             |
| ---- | -------------------- | ------------ | ----------------- |
| 2015 | Staten Island Summer | Officer Greg | También guionista |
| 2016 | How to Be Single     | Paul         |                   |
| 2021 | Tom & Jerry          | Ben          |                   |
| 2021 | Coming 2 America     | Mr. Duke     |                   |
| 2024 | Fly Me to the Moon   | Senador Cook |                   |

### Televisión
| Año           | Título                                      | Papel                | Notas                                                   |
| ------------- | ------------------------------------------- | -------------------- | ------------------------------------------------------- |
| 2002          | Weakest Link                                | Él mismo             | Concursante                                             |
| 2005-presente | Saturday Night Live                         | Él mismo, varios     | También guionista principal                             |
| 2006          | Kappa Mikey                                 | —                    | Guionista 7 episodios                                   |
| 2017          | Saturday Night Live Weekend Update Thursday | Él mismo             | 3 episodios; también guionista principal (11 episodios) |
| 2018          | Premios Globo de Oro de 2017                | —                    | Guionista                                               |
| 2018          | Premios Primetime Emmy de 2018              | Él mismo (anfitrión) |                                                         |